# Тюркизм
Тюркизм — слово, заимствованное из тюркских языков. В широком смысле тюркизмами иногда называют заимствования не только из тюркских, но также и из других языков алтайской языковой семьи (монгольских и тунгусо-маньчжурских).
- В восточнославянских языках тюркизмы восходят к многовековым контактам славянских племен с тюркскими народами и их державами: Государство гуннов,  Аварский каганат, Болгарский каганат,  Хазарский каганат, Кипчакское ханство, а затем и к периоду Золотой Орды. Ряд восточнославянских тюркизмов носит древний характер и имеется в говорах русского, украинского и белорусского языков, ряд заимствован только в отдельные языки.
- В языках народов Балкан и Малой Азии тюркизмы явились следствием многовекового вхождения в состав Османской империи в рамках более широкой конвергенции (балканский языковой союз); в болгарском языке также есть тюркизмы, заимствованные из древнебулгарского языка.
- В нахско-дагестанские языки тюркизмы привнесены в ходе многовековых языковых контактов (в последние века — с ногайцами, кумыками, азербайджанцами).

## Тюркизмы в восточнославянских языках
Примеры тюркизмов:
- Йогурт — кисломолочный продукт с повышенным содержанием обезжиренных веществ молока.

## Тюркизмы в греческом языке
После поражения византийской армии при Манцикерте в 1071 году носители тюркских языков и диалектов широко расселяются по территории Малой Азии, а с середины XIV века и по Балканскому полуострову. Во внутренних районах Малой Азии каппадокийский диалект греческого языка в условиях сильнейшей тюркизации подвергся глубокой структурной перестройке. Даже в диалекты Балканской Греции в османский период проникло большое количество тюркизмов. Большинство из них, впрочем, были удалены пуристами после Греческой войны за независимость.
Многочисленны турецкие заимствования, целые пласты которых проникают даже в самые базовые элементы языка. При этом использование турцизмов часто носит индивидуальный и/или географический характер: ίρι [ири] «большой» (< тур. ири — iri) при новогреч. «μεγάλος», πασχά [пасха] «другой» (< тур. башка — baska «другой») при новогреческом «άλλος»; σεξέντα [сэксэнда] (< тур. сексен — seksen), «восемьдесят» при новогреческом «ογδόντα»; χεμέν [хэмэн] «срочно» (< тур. хемен — hemen) при «αμέσως»; χερίφος [хэрифос] < тур. хэриф — herif при новогреч. «σύζυγος».

## Тюркизмы в восточно-романских языках
Тюркизмы в восточно-романских языках явились следствием их контакта с тюркскими племенами половцев и печенегов, позднее буджакских и дунайских татар, а также турок-османов. Заимствованиями из тюркских языков являются чобан (cioban) — чабан, джам (geam) — рама. Например, в румынском языке присутствуют слова, проникшие через турецкое пространство в румынский язык. Например, тур. kahve (арабизм) → cafea /кафя/ — «кофе», тур. pabuç → papuc /папук/ — «сапог», тур. çorba → ciorbă /чорбэ/ — «суп» и др.

## Тюркизмы в польском языке
Отдельные заимствования из тюркских языков отмечаются уже в древнепольский период, а также в среднепольский (как непосредственно, так и через посредничество восточных славян, в первую очередь украинского языка). Усиление притока тюркских элементов отмечается в XVII веке. Это слова, разнообразные по семантике: 
названия животных (ogier «жеребец», buhaj «бык», bachmat, kaban, łoszę «жеребенок», borsuk, mierzyn, berkut, rumak «конь», karaczan «таракан», bułany, kary «вороной», tabun), лиц по различным признакам (bohater «герой», hajdamak, kaleka, tłumacz «переводчик», ułan, jasyr, haramza «чернь», janczar, czaban, szajka, wataha), одежды, обуви и материалов (kontusz, baszłyk, altembas «парча», kiereja «бекеша», wojłok, papucie «домашние туфли», chałat, halka «нижняя юбка», kaftan, szarawary, kiecka «юбка», ciżmy «туфли», sukmana «сермяга», kołpak, kłobuk, makata «парча, коврик», meszty «туфли», safian, jarmułka, kamcha, taśma, uczkur «вид пояса», baczmaga, dera «попона, одеяло», kutas), блюд (bałyk, bakalie, buza, żybura «бурда»), военных атрибутов (bułat, kindżał, buzdygan, kołczan, sahajdak, kiścień, chorągiew, buńczuk, czambuł «отряд», dziryt «дротик», pałasz, basałyk «кистень», temblak, zekier «кольцо лучника», kałkan), элементов административного устройства (haracz «дань», horda), прочие (bezmian, cybuch, arkan, kantar «узда», kawon «арбуз», czekan, kiesa «кошель», filiżanka «чашка», kobza, bałwan, kibić «талия, стан», korbacz «кнут», imbryk «чайник», czara «чаша», kawa «кофе», bukłak «бурдюк», sepet «вид ящика», kurhan, czaprak, tuman, kańczug «плеть», harbuz, tytoń «табак», sagan «котел, чугун», kotara «портьера», tołumbas, dywan «ковер», kapciuch «кисет», dżuma «чума», szatra, kanak «вид ожерелья», jar, roztruchan «кубок», orkisz «сорт ячменя, полба», kajdany «кандалы», szałas, juk «вьюк», czołdar «попона», kaleta «сума», kawior «икра», tulipan, kurdesz «друг», majdan, kilim «ковёр», nadziak, pajda «краюха хлеба», koczować, surma «зурна»).